# Philodendron burgeri
Philodendron burgeri är en kallaväxtart som beskrevs av Michael Howard Grayum. Philodendron burgeri ingår i släktet Philodendron och familjen kallaväxter. Inga underarter finns listade.